# Schallstadt
Schallstadt es un municipio al suroeste de Friburgo en el distrito de Brisgovia-Alta Selva Negra en el suroeste de Baden-Wurtemberg, Alemania.

## Estructura administrativa
Al municipio pertenecen los pueblos Schallstadt, Mengen y Wolfenweiler y las los caseríos Föhrenschallstadt y Leutersberg.

## Hermanamiento
Municipios hermanados son:
- Rosà, Italia, desde 1991
- La Crau, Francia